# Постая (Толмин)
Постая (словен. Postaja) — поселення в общині Толмин, Регіон Горишка, Словенія. Висота над рівнем моря: 187,5 м. Розміщене на лівому березі річки Ідрійца, на південний схід від Мост на Сочі.